# Serce człowieka
Serce człowieka (łac. cor, cordis, gr. kardia) – mięśniowy narząd, stanowiący element układu krwionośnego, którego zadaniem jest pompowanie krwi do naczyń krwionośnych. Krew dostarcza ustrojowi tlen i składniki odżywcze, a także współuczestniczy w usuwaniu produktów metabolizmu. U ludzi serce zlokalizowane jest pomiędzy płucami, w środkowej części klatki piersiowej.
U człowieka, tak jak u innych ssaków serce podzielone jest na cztery jamy: położone u góry dwa przedsionki, prawy i lewy oraz leżące poniżej nich dwie komory, prawą i lewą. Prawy przedsionek i prawą komorę przyjęło się razem nazywać sercem prawym, natomiast lewy przedsionek i lewa komora są łącznie nazywane sercem lewym. Dzięki zastawkom, zapobiegającym cofaniu się krwi, zdrowe serce pompuje ją tylko w jednym kierunku. Serce jest zamknięte w ochronnym worku, zwanym osierdziem (pericardium), które w warunkach fizjologicznych zawiera niewielką ilość płynu. Ściana serca składa się z trzech warstw: nasierdzia (epikardium), śródsierdzia zbudowanego z tkanki mięśniowej poprzecznie prążkowanej typu sercowego (miokardium) i wsierdzia (endokardium).
Serce pompuje krew zgodnie z rytmem narzuconym przez komórki bodźcotwórcze w węźle zatokowo-przedsionkowym. Generuje on impulsy elektryczne biegnące do  węzła przedsionkowo-komorowy i z niego szerzące się dalej układem bodźcoprzewodzącym, wywołując skurcze całego serca. Serce otrzymuje krew ubogą w tlen, pochodzącą z krążenia systemowego (krwiobiegu dużego), która przez żyłę główną górną i dolną trafia do prawego przedsionka, a z niego do prawej komory. Stąd pompowana jest do krążenia płucnego (krwiobieg mały). W płucach przyjmuje tlen, a oddaje dwutlenek węgla. Krew utlenowana wraca do lewego przedsionka, pokonuje lewą komorę i zostaje wypompowana przez aortę do krążenia systemowego - tam tlen zostaje wykorzystany w procesie oddychania wewnątrzkomórkowego i zwrócony do krążenia w dwutlenku węgla. Częstość akcji serca wynosi około 72 uderzenia na minutę. Ćwiczenia fizyczne czasowo zwiększają częstość uderzeń serca, ale długotrwałe uprawianie sportu przyczynia się do zmniejszenia częstotliwości spoczynkowej serca i jest dla serca zdrowe.
Choroby układu krążenia były najczęstszą przyczyną śmierci w 2008 roku, przyczyniając się do 30% śmierci. Trzy czwarte z tych zgonów spowodowane były chorobą naczyń wieńcowych lub udarem. Czynniki ryzyka obejmują m.in.: palenie, nadwagę, zaniechanie ćwiczeń fizycznych, wysoki poziom cholesterolu, wysokie ciśnienie tętnicze i źle kontrolowaną cukrzycę. Choroby układu krążenia zazwyczaj przebiegają bezobjawowo, lecz mogą być też przyczyną bólu w klatce piersiowej bądź duszności. Diagnoza stawiana jest na podstawie wywiadu chorobowego, osłuchiwania czynności serca stetoskopem, EKG i USG. Specjalizacją zajmującą się chorobami serca jest kardiologia, jednak ich leczeniem zajmują się także lekarze innych specjalności.

## Budowa

### Lokalizacja i kształt

Wygenerowana komputerowo animacja bijącego ludzkiego serca

Serce człowieka znajduje się w śródpiersiu dolnym środkowym, na poziomie kręgów piersiowych T5-T8. Zbudowany z dwóch błon worek zwany osierdziem otacza serce i przytwierdza ja do śródpiersia. Tylna powierzchnia serca leży w pobliżu kręgosłupa, natomiast przednia powierzchnia przylega do mostka i chrzęstnych części żeber. Górna część serca jest miejscem przyczepu wielkich naczyń krwionośnych - żył głównych (górnej i dolnej), aorty i pnia płucnego. U góry serce sięga przyczepu trzeciego żebra do mostka. Dolny koniec serca, koniuszek, leży na lewo od mostka (8 do 9 cm od linii pośrodkowej) pomiędzy czwartym a piątym żebrem w pobliżu miejsca połączenia ich części chrzęstnych z mostkiem.
Większa część serca leży po lewej stronie klatki piersiowej (choć w rzadkich przypadkach może być też zwrócona w prawo), ponieważ lewe serce jest większe i silniejsze niż prawe. Stanowi to przystosowanie do pompowania krwi do wszystkich części ciała. Ponieważ serce leży pomiędzy płucami, lewe płuco jest nieco mniejsze niż prawe. Posiada też wcięcie, w którym mieści się serce. Serce ma kształt stożka, z podstawą zwróconą do góry i zwężającego się w stronę koniuszka. Serce dorosłej osoby waży od 250 do 350 gramów. Serce jest często przyrównywane rozmiarem do pięści: 12 cm długości, 8 cm szerokości i 6 cm grubości, choć opis ten jest przedmiotem dyskusji, ponieważ serce wydaje się trochę większe. Dzięki efektowi jaki na mięsień sercowy wywierają ćwiczenia, wytrenowani sportowcy mogą mieć dużo większe serca. Jest to mechanizm podobny do tego, w jakim następuje zwiększenie masy mięśni szkieletowych.

### Jamy serca
Serce posiada cztery jamy, dwa położone wyżej przedsionki, jamy przyjmujące krew i dwie niżej leżące komory, wypompowujące krew. Przedsionki otwierają się do komór przez zastawki przedsionkowo-komorowe. Podział na przedsionki i komory jest także widoczny na powierzchni serca jako bruzda wieńcowa. W górnej części prawego przedsionka znajduje się prawe uszko serca, zaś w górnej części lewego lewe uszko serca. Prawy przedsionek i prawa komora są czasem zbiorczo określane jako serce prawe. Odpowiednio lewy przedsionek i lewa komora są określane jako serce lewe. Komory są od siebie oddzielone przez przegrodę międzykomorową, widoczną na powierzchni serca pod postacią bruzdy międzykomorowej przedniej oraz bruzdy międzykomorowej tylnej.
Szkielet serca zbudowany jest z tkanki łącznej włóknistej zbitej i to on stanowi podporę dla tkanki sercowej. Tworzy on włókniste pierścienie na których zawieszone są cztery zastawki serca oraz błoniastą część przegrody międzykomorowej. Szkielet serca jest także ważną barierą układu bodźcoprzewodzącego serca, ponieważ kolagen nie przewodzi elektryczności. Przegroda międzyprzedsionkowa oddziela od siebie przedsionki, przegroda międzykomorowa oddziela od siebie komory, zaś przegroda przedsionkowo-komorowa oddziela od siebie prawy przedsionek i lewą komorę. Przegroda międzykomorowa jest dużo grubsza od przegrody międzyprzedsionkowej, ponieważ komory podczas skurczu generują dużo wyższe ciśnienie.

#### Zastawki

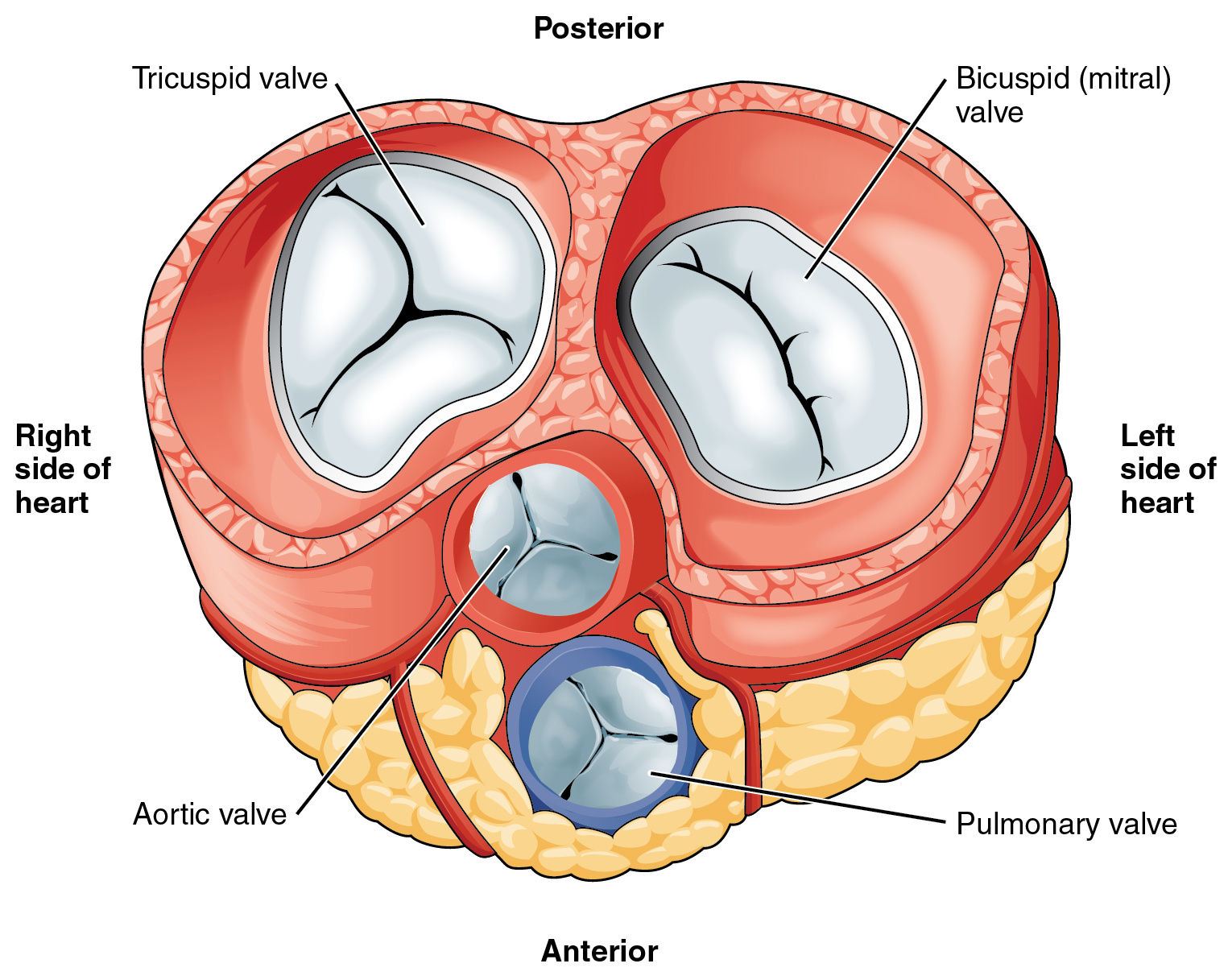
Po usunięciu przedsionków i wielkich naczyń dobrze widać wszystkie cztery zastawki.

Serce posiada cztery zastawki, które oddzielają od siebie jego jamy. Pomiędzy odpowiadającymi sobie przedsionkami i komorami leży po jednej zastawce przedsionkowo-komorowej, natomiast pozostałe dwie zastawki leżą u wylotu komór do wielkich naczyń tętniczych. Pomiędzy prawym przedsionkiem a prawą komorą leży zastawka trójdzielna. Zastawka trójdzielna posiada trzy płatki, nazywane odpowiednio od położenia płatkiem przednim, tylnym i przegrodowym, które są połączone strunami ścięgnistymi z trzema mięśniami brodawkowatymi. Zastawka mitralna leży pomiędzy lewym przedsionkiem a lewą komorą. Jest znana również jako zastawka dwudzielna, ponieważ posiada tylko dwa płatki, przedni i tylny. Te płatki również są połączone strunami ścięgnistymi z dwoma mięśniami brodawkowatymi, będącymi uwypukleniami tkanki mięśniowej komory serca.

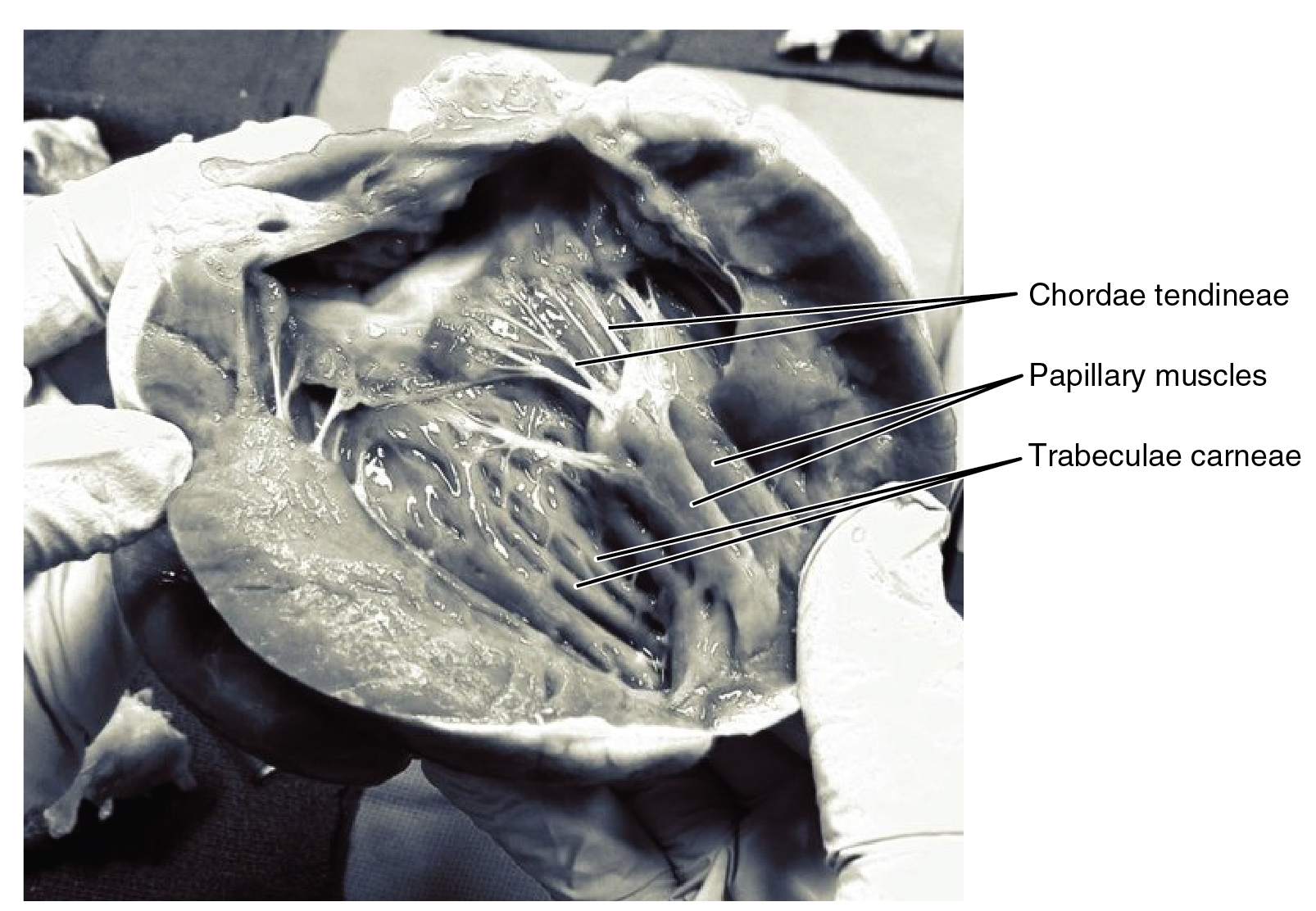
Sekcja czołowa ukazująca mięśnie brodawkowate przytwierdzone poprzez struny ścięgniste do zastawki trójdzielnej po prawej i do zastawki mitralnej po lewej.

Mięśnie brodawkowate zapobiegają wypadaniu płatków zastawek, gdy te się zamykają. W fazie relaksacji cyklu serca mięśnie brodawkowate są rozluźnione i napięcie strun ścięgnistych jest nieduże. Gdy jamy serca się kurczą, kurczą się także mięśnie brodawkowate. Wzrasta też napięcie strun ścięgnistych, pomagające płatkom zastawek przedsionkowo-komorowych pozostać na miejscu. Jest to mechanizm chroniący przed wpadnięciem płatków z powrotem do przedsionków.
Dodatkowo w ujściach obu komór znajduje się po jednej zastawce półksiężycowatej. Zastawka pnia płucnego położona jest u podstawy pnia płucnego. Posiada ona trzy płatki, które nie są przytwierdzone do mięśni brodawkowatych. Kiedy komora się rozkurcza, krew cofa się do niej z tętnicy, wypełniając podobne do kieszeni płatki zastawek. Tym samym napływ krwi powoduje zamknięcie się zastawki. Zastawka półksiężycowata aorty leży u podstawy aorty i również nie posiada przytwierdzonych do niej mięśni brodawkowatych. Ona także ma trzy płatki, które zamykają się na skutek wzrostu ciśnienia w aorcie.

#### Prawe serce
Prawe serce składa się z dwóch jam, prawego przedsionka i prawej komory, przedzielonych zastawką trójdzielną.
Do prawego przedsionka niemal bez przerwy napływa krew z dwóch wielkich żył ciała, żyły głównej górnej i żyły głównej dolnej. Niewielka ilość krwi z krążenia wieńcowego również trafia do prawego przedsionka przez zatokę wieńcową, znajdująca się bezpośrednio nad ujściem żyły głównej dolnej. W ścianie prawego przedsionka znajduje się owalne zagłębienie, znane jako dół owalny, będące pozostałością po płodowym połączeniu prawego i lewego przedsionka, znanym jako otwór owalny. Większość wewnętrznej powierzchni przedsionka jest gładka, dół owalny leży przyśrodkowo, na przedniej zaś powierzchni znajdują się wybrzuszenia mięśnia grzebieniastego, obecne także w uszku prawego przedsionka.
Prawy przedsionek połączony jest z prawą komorą przez zastawkę trójdzielną. Ściany prawej komory są pobrużdżone przez beleczki mięśniowe, czyli fałdy mięśnia sercowego pokryte endokardium. Oprócz tego z dolnej części przegrody międzykomorowej wyrasta pasmo mięśnia sercowego pokryte endokardium, tzw. beleczka przegrodowo-brzeżna i zdąża dolną częścią prawej komory do dolnego mięśnia brodawkowatego. Wzmacnia ona cienką ścianę prawej komory, odgrywając kluczową rolę w jej skurczu. Prawa komora kończy się pniem płucnym, do którego pompuje krew w momencie skurczu. Pień płucny rozgałęzia się na prawą i lewą tętnicę płucną, które transportują krew do prawego i lewego płuca. Zastawka pnia płucnego leży pomiędzy prawym sercem a pniem płucnym.

#### Lewe serce
Lewe serce posiada dwie jamy: lewy przedsionek i lewą komorę, przedzielone zastawką mitralną.
Lewy przedsionek otrzymuje utlenowaną krew z płuc przez cztery żyły płucne. Lewy przedsionek posiada także uwypuklenie nazywane uszkiem lewego przedsionka. Podobnie jak prawy przedsionek, lewy przedsionek jest pobrużdżony mięśniami grzebieniastymi.
Lewa komora jest dużo grubsza w porównaniu do prawej, ponieważ potrzebuje więcej mocy do przepompowania krwi do wszystkich tkanek ciała. Podobnie jak prawa komora, lewa również posiada beleczki mięśniowe, ale nie ma beleczki przegrodowo-brzeżnej. Lewa komora pompuje krew do ustroju poprzez zastawkę aortalną do aorty. Dwa nieduże naczynia tuż nad zastawką aortalną zaopatrują w krew samo serce, są to lewa tętnica wieńcowa i prawa tętnica wieńcowa.

### Ściana serca

Warstwy ściany serca, włączając w to blaszkę trzewną i ścienną osierdzia.

Ściana serca zbudowana jest z trzech warstw: wewnętrznej, czyli wsierdzia, środkowej czyli śródsierdzia i zewnętrznej - nasierdzia. Są one dodatkowo otoczone dwiema błonami worka osierdziowego.
Wsierdzie zbudowane jest z wyściółki z nabłonka jednowarstwowego płaskiego i pokrywa od wewnątrz jamy i zastawki serca. Jest przedłużeniem śródbłonka żył i tętnic serca i jest połączone ze śródsierdziem cienką warstwą tkanki łącznej. Dzięki produkcji endotelin wsierdzie odpowiada również za regulację skurczu miokardium.

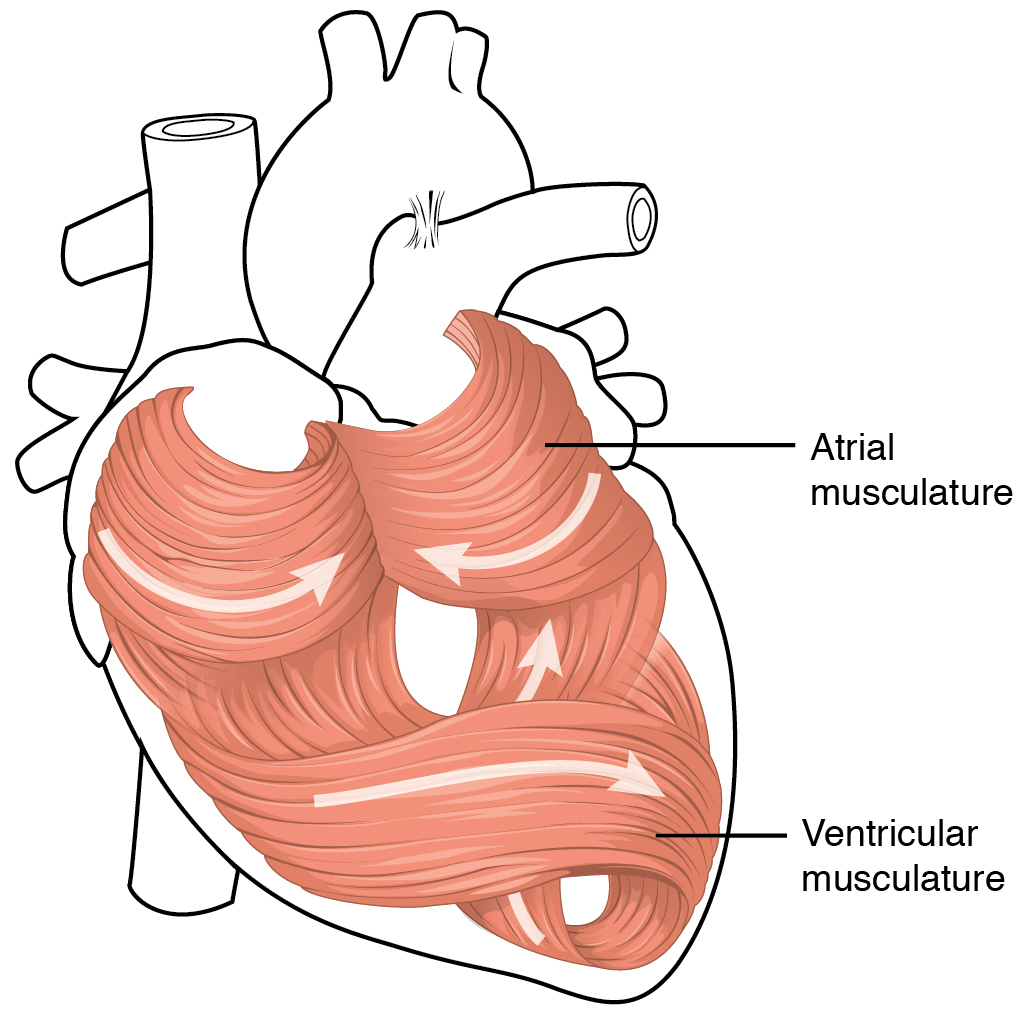
Komórki mięśnia sercowego zwijające się w spirale, ułatwiające pompowanie krwi. Atrial musculature - mięśniówka przedsionków. Ventricular musculature - mięśniówka komór.

Środkową warstwę serca stanowi śródsierdzie, w skład którego wchodzi mięsień sercowy – mimowolnie kurcząca się tkanka poprzecznie prążkowana serca otoczona przez kolagenowe rusztowanie. Utkanie mięśnia sercowego jest niezwykle kunsztowne i złożone, ponieważ komórki serca zwijają się i skręcają dookoła jam serca, zewnętrzna warstwa mięśni układa się w cyfrę 8 owiniętą dookoła przedsionków i podstaw wielkich naczyń, a drugą cyfrę 8 dookoła obu komór i wokół koniuszka. Ten skomplikowany wzór pętli i spiral pozwala sercu efektywnie tłoczyć krew.
Istnieją dwa typy komórek tworzących mięsień sercowy: komórki mięśniowe posiadające zdolność kurczenia się oraz komórki bodźcoprzewodzące serca. Komórki mięśniowe stanowią większość (99%) komórek w przedsionkach i komorach. Te kurczliwe komórki są ze sobą połączone za pomocą wstawek (dysków interkalarnych), które pozwalają na błyskawiczną odpowiedź na impuls potencjału czynnościowego z komórek bodźcotwórczych. Dzięki wstawkom komórki działają niczym swoiste syncytium i wywołują skurcze mogące wypompować krew z serca. Komórki bodźcotwórczo-przewodzące stanowią tylko 1% komórek i tworzą układ bodźcoprzewodzący serca. Są na ogół mniejsze niż komórki mające zdolność kurczenia się i mają tylko kilka miofibryli, pozwalających wyłącznie na ograniczone skurcze. Pod wieloma względami przypominają neurony. Komórki sercowe posiadają swój własny automatyzm, unikatową zdolność do inicjowania sercowego potencjału czynnościowego, błyskawicznie rozprzestrzeniającego się od komórki do komórki. Dzięki stałej częstotliwości wyzwalania impulsów możliwy jest miarowa praca całego serca.
W komórkach mięśnia sercowego w wyniku ekspresji odpowiednich genów produkowane są specyficzne białka. Są one związane przede wszystkim ze skurczem mięśni i wiążą się z aktyną, miozyną, tropomiozyną i troponiną. Należą do nich  MYH6, ACTC1, TNNI3, CDH2 i PKP2. Do genów do których ekspresji dochodzi również w mięśniach szkieletowych zaliczamy MYH7 i LDB3.

## Fizjologia

### Praca serca człowieka
Serce noworodka zaraz po urodzeniu ma masę 20 gramów i bije z częstością ok. 120-160 uderzeń na minutę. Serce człowieka dorosłego waży niespełna pół kilograma i w warunkach prawidłowych w spoczynku wykonuje od 60 do 90 (średnio 72) uderzeń na minutę. W ciągu przeciętnego życia serce uderza 2,5 miliarda razy.
Serce dziecka w etapie płodowym zaczyna bić już 21 dnia od poczęcia. Krew krąży w nieskomplikowanym zamkniętym układzie naczyń, oddzielnym od krążenia matki.

## Znaczenie kliniczne

### Choroby serca człowieka
Schorzenia serca można podzielić na wrodzone i nabyte. Wady wrodzone są nieprawidłowościami budowy serca lub dużych naczyń powstałymi w życiu płodowym. Do częściej występujących nabytych schorzeń serca zalicza się:
- chorobę niedokrwienną serca (chorobę wieńcową) i zawał mięśnia sercowegoNiedomykalność i zwężenie zastawki mitralnej. Materiał z autopsji.
- wady zastawkowe

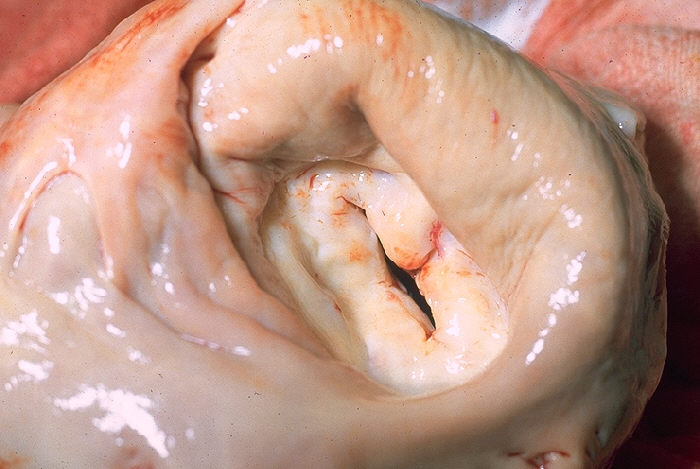
Niedomykalność i zwężenie zastawki mitralnej. Materiał z autopsji.

- zaburzenia rytmu serca (arytmie) oraz zaburzenia przewodnictwa
- zapalenie mięśnia sercowego
- zapalenie osierdzia
- zapalenie wsierdzia
- niewydolność mięśnia sercowego
- krwotok sercowy
- migotanie przedsionków

Leczeniem chorób serca zajmuje się jedna z podspecjalności interny – kardiologia. Leczeniem operacyjnym chorób serca zajmuje się kardiochirurgia. Na pograniczu tych dwóch specjalności znajduje się kardiologia inwazyjna, która w ostatnich latach przeżywa intensywny rozwój.